# Sound of Freedom
Sound of Freedom is een Amerikaanse actiefilm uit 2023, die gebaseerd is op waargebeurde reddingsoperaties van Operation Underground Railroad (O.U.R.). O.U.R. is opgericht om kinderen te bevrijden van kinderhandel en seksuele uitbuiting.
De film is geregisseerd en mede geschreven door Alejandro Monteverde. De hoofdrolspelers zijn Jim Caviezel, Mira Sorvino, en Bill Camp. Caviezel speelt Tim Ballard, een overheidsagent die uiteindelijk zelfs zijn job opzegt om kinderen te redden van sekshandelaren in Colombia. De film, geproduceerd door Eduardo Verastegui die ook een rol speelt in de film, werd op 4 juli 2023 uitgebracht door Angel Studios.

## Verhaallijn
Tim Ballard is een speciaal agent bij US Homeland Security Investigations (HSI), gespecialiseerd in pedofilie. Op een dag arresteert hij een pedofiel en slaagt erin diens vertrouwen te winnen. De pedofiel vertrouwt Ballard een ontvoerd jongetje toe waardoor hij een zwaardere straf krijgt dan voor enkel het verspreiden van kinderpornografie. Het jongetje wordt aan z'n vader terugbezorgd maar het zusje blijkt ook zoek. Ballard kan zich daar na zeventien jaar emotioneel zwaar wegend onderzoek naar pedofilie niet mee verzoenen. Hij weet zijn overste te overtuigen om op zoektocht te mogen gaan. Uiteindelijk geeft hij zelfs zijn job op om verder te kunnen zoeken. Zal hij haar vinden?

## Acteurs
- Jim Caviezel als Tim Ballard
- Mira Sorvino als Katherine Ballard
- Bill Camp als Batman
- Kurt Fuller als Frost
- Gary Basaraba als Earl Buchanan
- José Zúñiga als Roberto
- Gerardo Taracena als El Alacrán
- Scott Haze als Chris
- Eduardo Verástegui als Pablo[7]
- Javier Godino als Jorge
- Gustavo Sánchez Parra als El Calacas

## Productie
Sound of Freedom is gebaseerd op de reddingsoperaties onder leiding van Tim Ballard, de oprichter van O.U.R. Ballard heeft Jim Caviezel persoonlijk verzocht hem te spelen, ook al lijkt de acteur niet op hem. Ballard zei dat hij bewogen was door de rol van Caviezel in The Count of Monte Cristo (2002). Caviezel verklaarde dat hij Sound of Freedom als zijn belangrijkste film beschouwt, na zijn rol als Jezus Christus in The Passion of the Christ (2004).
De opnames begonnen in de zomer van 2018. Hoewel een deel van de film is opgenomen in de Verenigde Staten (Calexico, Californië), vonden de meeste opnames plaats in Cartagena, Colombia.

## Uitgave
De film werd in 2018 voltooid en er werd een distributieovereenkomst gesloten met 21st Century Fox. Die studio werd echter overgenomen door Walt Disney Pictures, die de film op de plank legde. Naar verluidt hebben de filmmakers jarenlang geprobeerd de distributierechten van Disney terug te krijgen om het alsnog in de bioscopen te mogen vertonen.
In maart 2023 meldde Variety dat Angel Studios de wereldwijde distributierechten had verworven, met een geplande release in de tweede helft van 2023. Angel stelde later een releasedatum vast van 4 juli 2023.
Angel Studios gebruikte Equity Crowdfunding om het geld in te zamelen dat nodig was voor marketing en moedigde klanten aan om "vooruit te betalen", zodat mensen die de film anders misschien niet zouden zien, hem gratis in de bioscoop kunnen bekijken. Goya Cares, een door Goya Foods opgerichte stichting tegen mensenhandel, kondigde zijn steun aan als uitvoerend producent voor de release. Twitter-eigenaar Elon Musk stelde voor dat de filmmakers de film op Twitter zouden plaatsen en dat het platform niets van het ingezamelde geld zou behouden; Verasteugi antwoordde: "“Dank je, Elon; dit is een geweldig idee! Gods kinderen zijn niet te koop. Ik kan niet wachten tot je de film ziet. ¡Dios te bendiga, hermano!"